# 七月九日區
七月九日區（西班牙語：Distrito de Nueve de Julio），是秘魯的一個區，位於該國中部胡寧大區的康塞普西翁省，始建於1962年1月9日，面積7.28平方公里，海拔高度3,326米，2005年人口1,972，人口密度每平方公里270人。